# Aulacaspis depressa
Aulacaspis depressa är en insektsart som först beskrevs av Leo Zehntner 1897.  Aulacaspis depressa ingår i släktet Aulacaspis och familjen pansarsköldlöss. Inga underarter finns listade i Catalogue of Life.